# August von der Osten
August Hans Adam Berthold von der Osten (ur. 29 lipca 1855 w Wicimicach, powiat Regenwalde, zm. 1 maja 1895 tamże) — pruski starosta (Landrat) powiatu Regenwalde i właściciel majątku ziemskiego.

## Rodzina
August von der Osten pochodził ze szlacheckiej rodziny Osten. Jego rodzicami byli Kurt Moritz Lebrecht von der Osten (1815—1888) i jego druga żona Emma Luise Henriette, z domu von Gaudecker (1828—1898). August był żonaty, 3 sierpnia 1886 roku poślubił Katharine Elisabeth Helene von der Marwitz (ur. 26 lutego 1863). Para miała kilkoro dzieci: Kurt Adalberg (urodzony 15 stycznia 1889), Karl August (ur. 7 października 1892 był pruskim porucznikiem), Hans Georg August (ur. 9 września 1895).

## Kariera
- August von der Osten studiował prawo na Ruprecht-Karls-Universität Heidelberg
- W 1876 został członkiem Korpusu Saxo-Borussia Heidelberg
- Po ukończeniu studiów wstąpił do pruskiej służby cywilnej
- W 1884 został mianowany tymczasowym starostą powiatu Regenwalde[2]
- W 1885 został mianowany starostą powiatu Regenwalde z siedzibą w Labes
- Urząd starosty piastował do 1893 roku
- Z okręgu Regenwalde był radnym wojewódzkim Prowincji Pomorze
- Był radnym 19 do 21 kadencji (1893-95)
- Mieszkał w swoim majątku w Witzmitz w powiecie Regenwalde aż do swojej śmierci w 1895 roku.